# Energia nuclear no Japão

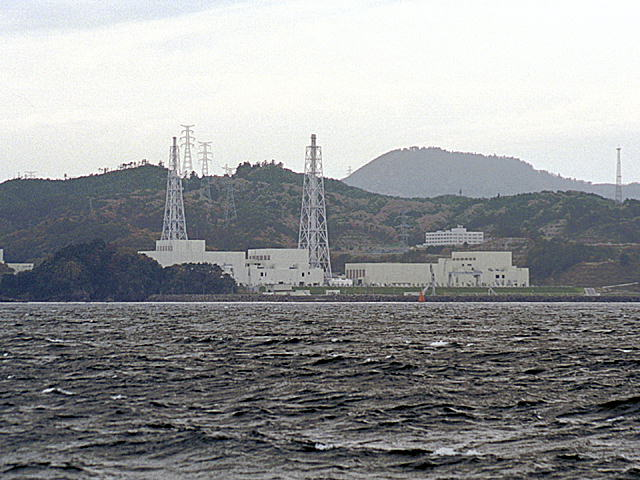
A Usina nuclear de Onagawa, uma típica usina nuclear japonesa com BWR de 3 unidades.

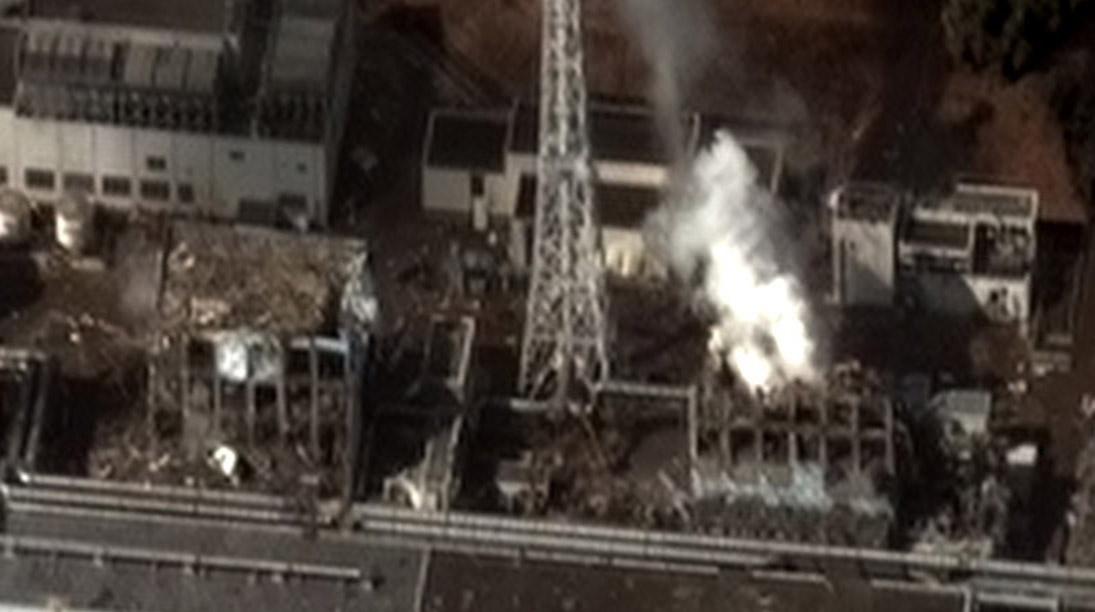
O acidente nuclear de Fukushima I em 2011, o pior acidente nuclear em 25 anos, desalojou 50 mil famílias depois que a radiação foi lançada ao ar, solo e mar. A verificação de radiação levou ao embargo de alguns navios com vegetais e peixes.

A energia nuclear foi uma prioridade estratégica nacional no Japão, apesar de existir uma preocupação sobre a capacidade das usinas nucleares japonesas suportarem atividades sísmicas. A Usina nuclear de Kashiwazaki-Kariwa foi completamente desligada por 21 meses depois de um terremoto em 2007.
Após o sismo e tsunami de Tohoku de 2011 e a falha nos sistemas de refrigeração da usina nuclear de Fukushima I em 11 de março de 2011, foi declarada uma emergência nuclear. Esta foi a primeira vez que uma emergência nuclear foi declarada no Japão, sendo que 140 mil habitantes em um raio de 20 quilômetros da usina foram evacuados. O volume total de material radioativo despejado não é um dado certo.
Em 6 de maio de 2011, o primeiro-ministro Naoto Kan ordenou que a usina nuclear de Hamaoka fosse desligada pois um terremoto de magnitude 8,0 ou maior possivelmente atingiria a região até 2040. Kan pretendia evitar uma possível repetição do desastre de Fukushima. Em 9 de maio de 2011, a companhia Chubu Electric decidiu cumprir o pedido do governo. Kan mais tarde anunciou uma nova política energética menos dependente da energia nuclear.
Nos meses até julho de 2011, o Japão tinha apenas 19 dos 54 reatores em operação antes do desastre de Fukushima, aumentando "o risco de uma forte escassez de energia em 2012". Problemas em estabilizar a usina nuclear de Fukushima I levaram a atitudes duras em relação à energia nuclear. Em junho de 2011, "mais de 80 por cento dos japoneses diziam que eram contra a energia nuclear e não confiavam nas informações do governo sobre a radiação". Pesquisas após o acidente de Fukushima indicaram que entre 41 e 54 por cento dos japoneses apoiavam ao desmantelamento ou redução do número de usinas nucleares".

## História
Em 1954, o Japão reservou em seu orçamento 230 milhões de ienes para a energia nuclear, marcando o começo de seu programa. A Lei Básica de Energia Atômica limitou as atividades para apenas propósitos pacíficos.
O primeiro reator nuclear no Japão foi construído pela General Electric Company, do Reino Unido. Na década de 1970, os primeiros reatores de água leve foram construídos em cooperação com empresas americanas. Essas usinas foram compradas de companhias americanas como a General Electric e a Westinghouse Electric Company com o trabalho contratual feito por companhias japonesas, que mais tarde iriam obter licenças para elas mesmas construírem designs de usinas similares. Os avanços na energia nuclear desde aquela época tiveram contribuições de empresas e institutos de pesquisa japoneses no mesmo nível que outros grandes usuários de energia nuclear.
A indústria nuclear japonesa não foi tão afetada pelo acidente de Three Mile Island ou o acidente nuclear de Chernobyl como os outros países. A construção de novas usinas continuou em alta pelas décadas de 1980 e 1990. No entanto, a partir de meados da década de 1990, houve vários acidentes relacionados à energia nuclear e uma maior cobertura por parte da imprensa, o que erodiu a percepção pública da indústria, resultando em protestos e resistência a novas usinas. Esses acidentes incluíram o acidente nuclear de Tokaimura, a explosão de vapor de Mihama, encobrimentos após um acidente no reator de Monju, entre outros, sendo o mais recente o causado pelo terremoto de Chuetsu de 2007. Apesar dos detalhes exatos estarem em discussão, está claro que a cultura de segurança na indústria nuclear do Japão passou a sofrer uma grande pressão. . As usinas canceladas incluem:
- Usina de Maki em Maki, Niigata— cancelada em 2003
- Kushima em Kushima, Miyazaki—1997
- Ashihama em Ashihama, Mie—2000
- Hōhoku em Hohoku, Yamaguchi—1994
- Suzu em Suzu, Ishikawa—2003

Em 18 de abril de 2007, Japão e Estados Unidos assinaram o Plano de ação de energia nuclear Estados Unidos-Japão, visando implantar uma estrutura de pesquisa conjunta e desenvolvimento de tecnologias de energia nuclear. Cada país irá conduzir pesquisas em tecnologias de reactor de neutrões rápidos, de ciclo de combustível, modelação e simulação computacional avançada, reatores pequenos e médios, segurança e proteção física e gerenciamento de resíduo nuclear .
Em março de 2008, a Tokyo Electric Power Company anunciou que o início da operação de quatro novos reatores nucleares iria ser adiada por um ano devido à incorporação de novos dispositivos de segurando contra terremotos. As unidades 7 e 8 da usina de Fukushima Daiichi entraria em operação comercial em outubro de 2014 e outubro de 2015, respectivamente. A unidade 1 da usina de Higashidori entraria em operação em dezembro de 2015, enquanto a unidade iria abrir em 2018, no mínimo.
Em setembro de 2008, as agências e ministérios japoneses procuravam por um aumento de 6% no orçamento de 2009. O total pedido  era de 491,4 bilhões de ienes (4,6 bilhões de dólares), e o foco da pesquisa seria o desenvolvimento do ciclo reator de reprodução rápida, a nova geração de reatores leves de água, o projeto ITER e segurança sísmica.

## Sismicidade
O Japão tem uma longa história de terremotos e atividades sísmicas , frequentemente resultando em tsunamis, ocorrendo algumas vezes por século. Devido a isso, há uma preocupação sobre os riscos de construção e operação de usinas nucleares no Japão. Amory Lovins disse: "Uma zona de terremoto e tsunami lotada com 127 milhões de pessoas é um lugar arriscado para se colocar 54 reatores". Recentemente, o acidente sísmico mais sério foi o acidente nuclear de Fukushima I, após o sismo e tsunami de Tohoku de 2011.
O professor Katsuhiko Ishibashi, um dos sismologistas que tem interesse ativo no assunto, criou o termo genpatsu-shinsai (原発震災) a partir das palavras japonesas "energia nuclear" e "desastre sísmico" para expressar a potencial catástrofe que poderia ocorrer. O Dr. Kiyoo Mogi, ex-diretor do Comitê de Coordenação para a Previsão de Terremotos, expressou preocupações semelhantes, dizendo em 2004 que o assunto é um problema crítico que pode trazer uma catástrofe para o Japão através de um desastre causado pelo homem.
Hidekatsu Yoshii, um membro da Câmara dos Representantes do Japão pelo Partido Comunista Japonês e defensor do movimento antinuclear, avisou em março e outubro de 2006 sobre a possibilidade de danos severos que poderiam ser causados por um tsunami ou terremoto Durante um comitê parlamentar em maio de 2010, ele fez afirmações semelhantes, alertando que os sistemas de refrigeração de uma usina nuclear japonesa poderiam ser destruídos por deslizamento de terra ou terremoto. Em resposta, Yoshinobu Terasaka, diretor da Agência de Segurança Nuclear e Industrial, respondeu que as usinas eram tão bem planejadas que 'este tipo de situação é praticamente impossível'.
Depois dos danos causados na Usina nuclear Kashiwazaki-Kariwa devido ao terremoto de Chuetsu de 2007, Kiyoo Mogi pediu o fechamento imediato da Usina nuclear de Hamaoka, que foi construído perto do centro dos terremotos de Tokai. Katsuhiko Ishibashi anteriormente pediu em 2004, que Hamaoka fosse 'considerada a usina nuclear mais perigosa do Japão'.
A Agência Internacional de Energia Atômica (AIEA) também mostrou preocupação. Em uma reunião do grupo de segurança nuclear do G8, ocorrida em Tóquio, em 2008, um especialista da AIEA advertiu que um grande terremoto com magnitude de mais de 7,0 na escala Richter poderia causar um 'sério problema' para as estações nucleares do Japão.

### Padrões de design

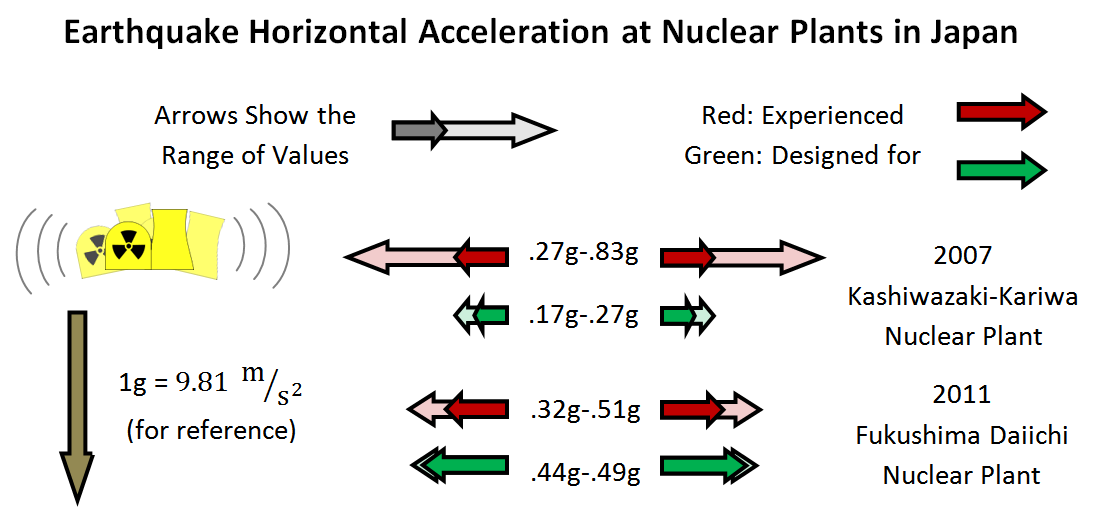
Valores de aceleração horizontal experimentada e de design durante os grandes terremotos de 2007 e 2011 e eventos de terremoto-tsunami.

Entre 2005 e 2007, três usinas nucleares japonesas foram atingidas por terremotos que excediam em muito a aceleração do pico do solo (PGA) máxima usada em seus projetos. O tsunami que se seguiu ao terremoto de Tohoku de 2011, inundando a usina nuclear de Fukushima I, colocou um pesou mais de duas vezes maior que projetado, enquanto a aceleração do solo também excedia levemente os parâmetros projetados.
Em 2006, um subcomitê do governo japonês foi encarregada de revisar os padrões nacionais de resistência a terremotos de usinas nucleares, que tinham sido revistos pela última vez parcialmente em 2001, resultando na publicação de um novo guia sísmico – o Guia Regulatório para Revisão do Design Sísmico dos Reatores de Usinas Nucleares. Os membros do subcomitê incluíam o professor Ishibashi, no entanto, sua proposta de que os padrões de monitoramento de falhas geológicas ativas deveriam ser revistos foi rejeitada e ele renunciou na reunião final, alegando que os processos de revisão não eram científicos e que o resultado foi manipulado para atender aos interesses da Associação Elétrica do Japão, que tinha 11 dos membros de seus comitê no subcomitê do governo, que tinha 19 membros. Ishibashi posteriormente alegou que, apesar de o novo guia ter trazido as maiores mudanças desde 1978, ele tinha falhas graves pois subestimou  o movimento terrestre do terremoto. Ele também alegou que o sistema de execução é 'uma vergonha' e questionou a independência da Comissão de Segurança Nuclear do Japão depois que um antigo oficial da Agência de Segurança Nuclear e Industrial apareceu para afastar uma nova revisão do guia de design sísmico da NSC em 2007.
Após a publicação do novo guia sísmico de 2006, a Agência de Segurança Nuclear e Industrial, a pedido da Comissão de Segurança Nuclear, exigiu que o design de todas as usinas nucleares fosse reavaliado.

### Estudos geológicos
Os padrões de trabalhos de pesquisas geológicas no Japão é outra área que causa preocupação. Em 2008, Taku Komatsubara, um geólogo do Instituto Nacional de Ciência Industrial Avançada e Tecnologia, alegou que a presença de falhas geológicas era deliberadamente ignorada nas pesquisas sobre potenciais novos lugares para usinas nucleares, uma opinião compartilhada pelo ex-topógrafo. Takashi Nakata, um sismólogo do Instituto de Tecnologia de Hiroshima fez alegações similares, sugerindo que conflitos de interesses entre a indústria nuclear japonesa e os regulamentadores contribuíram com o problema.

## Usinas nucleares
Após o acidente nuclear de Fukushima I, o ex-Primeiro-Ministro Naoto Kan anunciou que todos os seis reatores da Central Nuclear de Fukushima I seriam desativados. Os operadores da usina previamente disseram que os reatores de 1 a 4 nunca mais poderiam operar de novo.

## Acidentes nucleares

### Acidentes de Fukushima I
Apenas uma morte foi diretamente atribuída ao acidente de Fukushima.
Segundo a Federação das Empresas de Energia Elétrica do Japão, "em 27 de abril, aproximadamente 55 % do combustível no reator de uma unidade havia derretido, juntamente com 35 por cento do combustível na unidade 2, e 30 por cento do combustível na unidade 3, enquanto os combustíveis superaquecidos usados nas piscinas de armazenamento das unidades 3 e 4 provavelmente também foram danificados". O acidente já ultrapassou o nível de gravidade do acidente de Three Mile Island de 1979 e é comparável ao acidente nuclear de Chernobyl de 1986. O jornal The Economist relata que o desastre Fukushima é "um pouco parecido com três acidentes de Three Mile Island seguidos, com a danificação adicional dos reservatórios de combustível", e que não haverá impactos:

Os anos de limpeza irão se arrastar por décadas. A zona de exclusão permanente pode acabar se estendendo além do perímetro da usina. Trabalhadores seriamente expostos podem estar com grande risco de contrair câncer para o resto de suas vidas...

Em 24 de março de 2011, autoridades japonesas anunciaram que "quantidades de iodo-131 radioativo superiores a limites de segurança para as crianças tinham sido detectados em 18 centrais de purificação de água em Tóquio e cinco outras províncias". Autoridades disseram, também, que as precipitações a partir da planta Dai-ichi estão "prejudicando os esforços de procura de vítimas do terremoto de 11 de março e do tsunami".

### Outros acidentes
Outros acidentes relevantes incluem:
- 1981: quase 300 trabalhadores foram expostos a níveis excessivos de radiação após uma barra de combustível romper durante reparos na Usina nuclear de Tsuruga.[44]
- Dezembro de 1995: O vazamento de sódio  do criador rápido da Usina Nuclear de Monju.[44] Foram descobertos vídeos  que mostravam um dano extensivo no reator da Donen, usina operada pelo estado.[45]
- Março de 1997: incêndio e explosão na usina de reprocessamento nuclear de Tokaimura, a nordeste de Tóquio. 37 trabalhadores foram expostos a baixas doses de radiação. Donen mais tarde admitiu que tinha inicialmente suprimido informações sobre o incêndio.[44][45]
- 1999: Um sistema de carregamento de combustível falhou em uma usina nuclear na Prefeitura de Fukui e causou uma reação nuclear descontrolada e explosão.[44]
- Setembro de 1999: o grave acidente na usina de fabricação de combustível de Tokai.[44] Centenas de pessoas foram expostas à radiação, três trabalhadores receberam doses acima dos limites legais, dos quais dois mais tarde morreram.[45]
- 2000: Três executivos da Tokyo Electric Power Co. foram forçados a renunciarem depois que a empresa, em 1989, ordenou um empregado a editar imagens mostrando rachaduras em tubulações de vapor de centrais nucleares em um vídeo que está sendo submetido a reguladores.[45]
- Agosto de 2002: um escândalo de falsificação generalizado a partir do qual levou ao encerramento de todos os 17 reatores nucleares da  Tokyo Electric Power Company; funcionários Tokyo Electric tinham falsificado os registros de inspeção e tentaram esconder as rachaduras nas mortalhas do vaso do reator, em 13 de suas 17 unidades.[46]
- 2002:. Dois trabalhadores foram expostos a uma pequena quantidade de radiação e sofreram pequenas queimaduras durante um incêndio na central nuclear de Onagawa, no norte do Japão.[45]
- 9 de agosto de 2004: quatro trabalhadores foram mortos após uma explosão de vapor em três estações na Usina nuclear de Mihama; a investigação posterior revelou uma falta grave na inspeção sistemática nas usinas nucleares japonesas, o que levou a um programa de inspeção maciça.[47]
- 2006: Uma pequena quantidade de vapor radioativo foi liberada na usina de Fukushima Dai-ichi e escapou do composto.[45]
- 16 de julho de 2007: um terremoto grave (alcançando 6,8 na escala Richter) atingiu a região onde a Usina nuclear de Kashiwazaki-Kariwa, da Tokyo Electric, está localizada e água radioativa foi despejada no mar do Japão; em março de 2009, todos os dos reatores permaneceram fechados para verificação de danos e reparações. A usina, com sete unidades, era a maior estação de energia nuclear única no mundo.[46]

## Organizações nucleares no Japão
- Comissão de Segurança Nuclear Japonesa (原子力安全委員会) – o órgão regulador japonês para a indústria nuclear.
- Comissão de Energia Atômica Japonesa (AEC) (原子力委員会) – opera como uma comissão de inquérito do gabinete japonês, essa organização coordena todos os planos da nação na área de energia nuclear.
- Agência de Segurança Industrial e Nuclear (NISA) (原子力安全・保安院) – A NISA executa atividades regulatórias e foi fundada em 6 de janeiro de 2001, depois de uma reorganização das agências governamentais.

### Organizações de pesquisa
Essas organizações são organizações de pesquisa fundadas pelo governo, apesar de muitos deles ter um status especial que lhes dá o poder de administração separada do governo japonês. Suas origens datam de antes da Lei Básica da Energia Atômica, mas eles foram reorganizados algumas vezes desde sua concepção.
- Instituto de Pesquisa de Energia Atômica do Japão (JAERI) (日本原子力研究所)

A organização de pesquisa energética nuclear original estabelecida pelo governo japonês com a cooperação de parceiros dos Estados Unidos.
- Corporação de Combustível Atômico (AFC) (原子燃料公社)

Essa organização foi formada junto com a JAERI sob a Lei Básica da Energia Atômica e foi mais tarde reorganizada como PNC.
- Corporação de Desenvolvimento de Reatores de Energia e Combustível Nuclear (PNC) (動力炉・核燃料開発事業団)

Essa organização sucedeu a AFC em 1967 a fim de executar a construção mais direta de usinas nucleares experimentais, sendo renomeada como JNC em 1998.
- Instituto de Desenvolvimento de Ciclo Nuclear do Japão (JNC) (核燃料サイクル開発機構) (agência semi-governamental)

Foi fundada em 1998 como sucessor direto do PNC. Essa organização operou os reatores experimentais de Lojo e Monju.
- Agência de Energia Atômica do Japão (JAEA) (日本原子力研究開発機構)

Esta é a organização de pesquisa moderna e atualmente em operação no Japão. Foi formada pela fusão da JAERI e JNC em 2005.

### Companhias elétricas que exploram centrais nucleares
O Japão é dividido em várias regiões, sendo que cada uma obtém serviço elétricos a partir de seu respectivo fornecedor regional. Todas as companhias detêm um monopólio e são rigidamente reguladas pelo governo japonês. Para mais informações ver Energia no Japão. Todas as companhias regionais no Japão atualmente operam centrais nucleares, com a exceção da Companhia Elétrica de Okinawa. Elas também são todas membros da organização industrial da Federação das Companhias Elétricas (FEPCO). As companhias são listadas abaixo.
- Fornecedores regionais de energia
  - Hokkaidō Electric Power Company (HEPCO) - 北海道電力
  - Tōhoku Electric Power Company (Tōhoku Electric) - 東北電力
  - The Tokyo Electric Power Company (TEPCO) - 東京電力
  - Chūbu Electric Power Company (CHUDEN) - 中部電力
  - Hokuriku Electric Power Company (RIKUDEN) - 北陸電力
  - Kansai Electric Power Company (KEPCO) - 関西電力
  - Chūgoku Electric Power Company (Energia) - 中国電力
  - Shikoku Electric Power Company (YONDEN) - 四国電力
  - Kyūshū Electric Power Company (Kyūshū Electric) - 九州電力
- Outras companhias com participação na energia nuclear

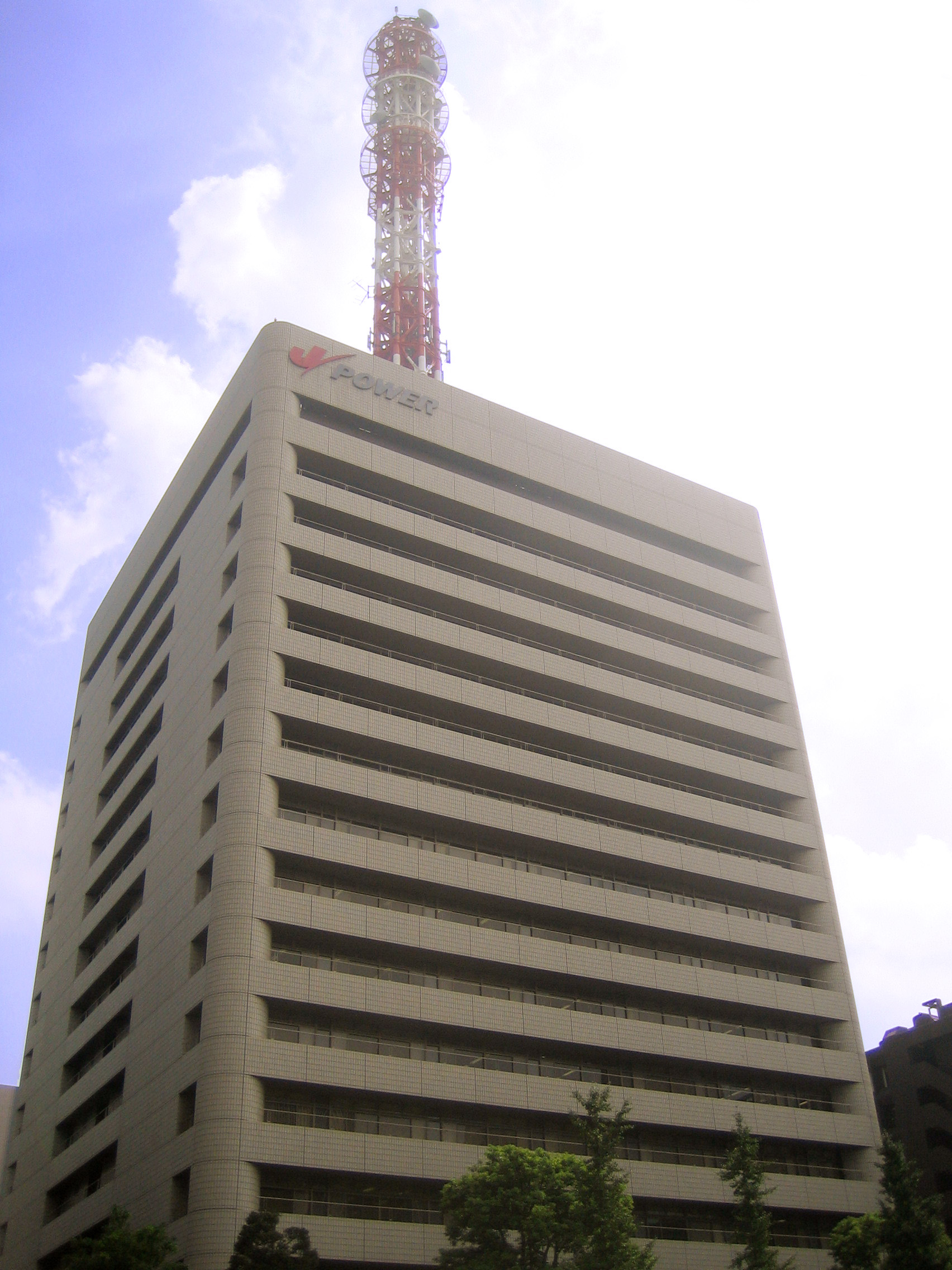
Sede da Companhia de Desenvolvimento de Energia Nuclear, ou J-Power, cujas atividades são especialmente direcionadas a P&D de novas fontes energéticas.

- - Agência de Energia Atômica do Japão (JAEA) - 日本原子力研究開発機構
  - Japan Atomic Power Company (JPAC) - 日本原子力発電

A JAPC foi criada por provisões especiais do governo japonês para ser a primeira companhia no Japão a explorar a energia nuclear. Atualmente ela opera em dois diferentes lugares.
- - Electric Power Development Company (EDPC, J-POWER) - 電源開発

Essa companhia foi criada por uma lei especial após o fim da Segunda Guerra Mundial. Ela opera um grande número de usinas a carvão, hidroelétricas e eólicas. A usina nuclear de Ohma, que está em construção, irá marcar sua entrada na indústria.

### Fornecedores nucleares e empresas do ciclo do combustível
Fornecedores nucleares fornecem combustível em sua forma fabricada, pronta para ser carregada no reator, serviços nucleares, e/ou gerenciamento de construção de novas usinas nucleares. A seguir apresenta-se uma lista não exaustiva de companhias baseadas no Japão que fornecem tais serviços. As empresas listadas fornecem combustível ou serviços para usinas comerciais de água leve, e, além disso, a JAEA possui uma pequena usina de fabricação de combustível MOX.
- Nuclear Fuel Industries (NFI) - 原子燃料工業

A NFI opera usinas de fabricação de combustível nuclear em Kumatori, Osaka, e em Tokai, Ibaraki, fabricando 284 e 200 (respectivamente) toneladas métricas de urânio por ano. A unidade de Tokai produz combustíveis BWR, HTR e ATR, enquanto a unidade de Kumatori produz combustível PWR.
- Japan Nuclear Fuel Limited (JNFL, JNF) - 日本原燃

Os acionistas da JNFL são as companhias japoneses. A JNFL planeja abrir uma unidade de enriquecimento de escala completa em Rokkasho, Aomori com uma capacidade de 1,5 milhão de SWU/ano, juntamente com uma instalação de fabricação de combustível MOX. A JNFL também opera uma usina de fabricação de combustível nuclear chamada Fábrica de Combustível Nuclear Kurihama, em Yokosuka, Kanagawa como GNF, produzindo combustível BWR.
- Mitsubishi Heavy Industries / Atmea - 三菱重工業 原子力事業本部

A MHI opera uma usina de fabricação de combustível em Tokai, Ibaraki, e contribui com muitos componentes de indústria pesada na construção de novas usinas nucleares, e recentemente projetou o seu próprio APWR, com a fabricação de combustível tendo sido completamente de combustível PWR, embora a MHI também venda componentes para as BWRs. Ela foi selecionada pelo governo japonês para desenvolver uma tecnologia de reator rápido e formou a Mitsubishi FBR Systems. A MHI também anunciou uma aliança com a Areva para formar uma nova companhia chamada Atmea.
- Global Nuclear Fuel (GNF)

A GNF foi formada por uma joint venture com a General Electric Nuclear Energy (GENE), Hitachi e Toshiba em 1 de janeiro de 2000. A GENE, desde então, reforçou a sua relação com a Hitachi, formando uma aliança global nuclear:
- GE Hitachi Nuclear Energy (GEH) - 日立GEニュークリア・エナジー

Esta empresa foi formada em 1 de julho de 2007. Seu reator da nova geração, o ESBWR tem conseguido progressos significativos com os reguladores dos EUA, e em julho de 2007, foi submetido aos órgãos reguladores ingleses, bem como ao processo de assessoramento de desenho genérico (GDA).
- Toshiba - 東芝 電力システム社 原子力事業部

A Toshiba tem mantido um grande negócio nuclear focando principalmente em BWR. Com a compra da americana Westinghouse por 5,4 bilhões de dólares em 2006, que é focada principalmente na tecnologia de reator de água pressurizada, ela aumentou o tamanho de seu negócio nuclear cerca de duas vezes. A Toshiba tem planos para continuar a expansão na próxima década.

### Organizações acadêmicas e profissionais
- Japan Atomic Industrial Forum (JAIF) 日本原子力産業協会 é uma organização sem fins lucrativos, fundada em 1956 para promover o uso pacífico da energia atômica.[48]
- A Sociedade de Energia Atômica do Japão (AESJ) 日本原子力学会 é uma importante organização acadêmica no Japão focada em todas as formas de energia nuclear. O Jornal da Ciência e Tecnologia Nuclear é uma revista acadêmica gerida pela AESJ. Publica artigos em inglês e japonês, embora a maioria sejam de institutos de pesquisa japoneses, universidades e empresas.[49]
- A Japan Nuclear Technology Institute (JANTI) 日本原子力技術協会 foi fundada pela indústria de energia nuclear para auxiliary e liderar essa indústria.[50]
- A Japan Electric Association (JEA) 日本電気協会 desenvolve e publica códigos e guias para a indústria de energia nuclear japonesa[51] e é ativa na promoção da energia nuclear.[52]

### Outras organizações proprietárias
- JCO

Fundada em 1978 como Sumimoto Metal Mining Co. Esta empresa operou com a conversão de urânio e montou fábricas em Tokai-mura. Mais tarde, ela foi considerada a única responsável pelo acidente nuclear de Tokaimura.

## Atividades anti-nucleares
Uma pesquisa de 2005 feita pela Agência Internacional de Energia Atômica descobriu "que 82 por cento dos japoneses eram a favor da construção de mais usinas ou manutenção das já existentes". No entanto, pesquisas realizadas após o acidente de Fukushima sugerem que "entre 41 e 54 por cento dos japoneses aprovavam a demolição ou redução do número de usinas de energia nuclear".
Três meses após o desastre nuclear de Fukushima, milhares de manifestantes anti-nucleares marcharam no Japão. Trabalhadores de empresas, alunos e pais com crianças se reuniram em todo o Japão, "extravasando sua ira com a resposta do governo ante a crise, carregando bandeiras com as palavras 'Sem energia nuclear!' e 'Não mais Fukushima'." Mais de 60 mil pessoas no Japão marcharam em manifestações em Tóquio, Osaka, Hiroshima e Fukushima em 11 junho de 2011.

### Centro de Informação Nuclear aos Cidadãos
O Centro de Informação Nuclear aos Cidadãos é uma organização anti-nuclear de interesse público dedicada a assegurar um mundo livre de armas nucleares. Foi criada em Tokyo em 1975, para coletar e analisar informações relacionadas à energia nuclear, incluindo questões de segurança, econômicas e de proliferação. Dados compilados pela CNIC são apresentados à imprensa, grupos de cidadãos e decisores políticos. A CNIC é suportada por taxas de adesão, doações e venda de publicações, e é independente do governo e da indústria.
Em 1995, Jinzaburo Takagi, o falecido ex-diretor do Centro de Informação Nuclear aos Cidadãos, "advertiu sobre os perigos existentes no reator número 1 da Usina nuclear de Fukushima I e outras antigas usinas atômicas", e também "advertiu o governo e as concessionárias sobre suas políticas de não avaliar os riscos de segurança das estações de energia nuclear além de seus cenários assumidos".

### Parem Rokkasho
Parem Rokkasho é um grupo que luta contra a usina de reprocessamento de Rokkasho. Em 2008, os membros de centenas de grupos de oposição foram ao centro de Tóquio para protestar contra a construção da Usina de Rokkasho, projetada para permitir o reprocessamento comercial de resíduos do reator para produzir plutônio.

### Kaminoseki

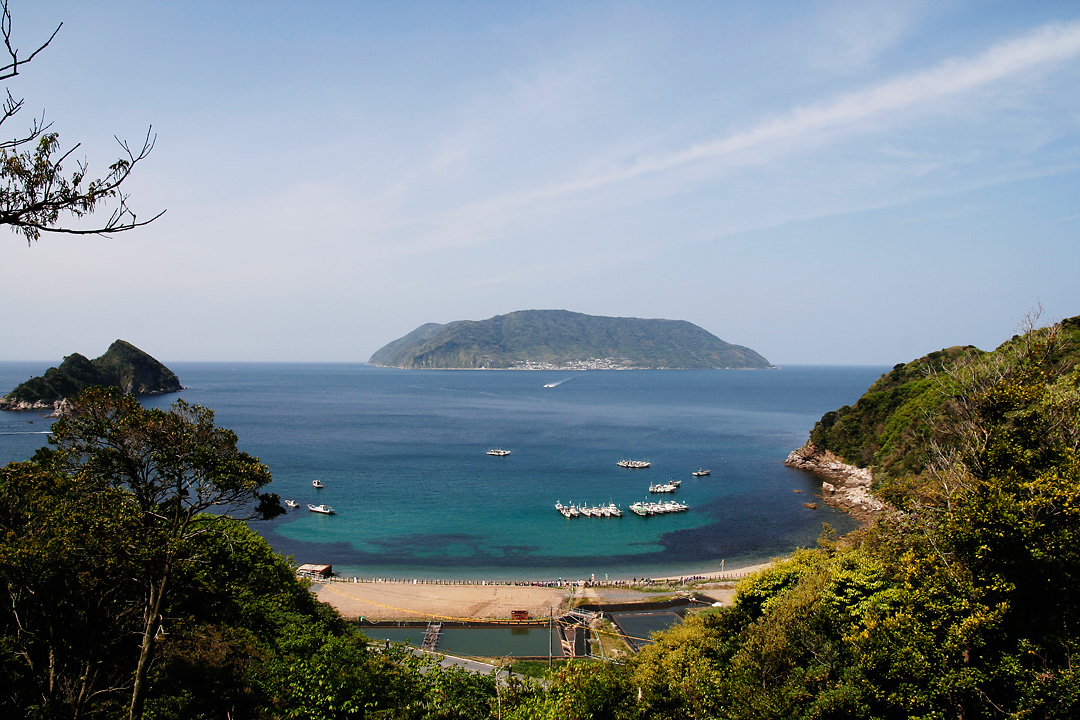
O lugar planejado para a Usina nuclear de Kaminoseki, em Kaminoseki, Yamaguchi.

Foi proposto que a Usina nuclear de Kaminoseki seja construída em um terreno no parque nacional localizado na famosa região do Mar Interior de Seto. Por três décadas, os moradores locais, pescadores e ativistas ambientais se opuseram à usina. O Mar Interior têm sido um local de intensa atividade sísmica. Em janeiro de 2011, cinco jovens japoneses realizaram uma greve de fome por mais de uma semana, em frente dos escritórios do Governo da Província de Yamaguchi, para protestar contra a preparação do local para a planta Kaminoseki.